# ارفيد سميت
ارفيد سميت (بالهولندية: Arvid Smit)‏ (12 ديسمبر 1980 بهيرهوخوفارد في هولندا - ) هو لاعب كرة قدم هولندي في مركز الوسط. لعب مع دي غرافشاب وفيلم تو تيلبورغ ونادي آيندهوفن ونادي غرونينغن ونادي فولندام ونادي ماريتيمو ويو دي ليريا ونادي تلستار ‏.

## وصلات خارجية
- ارفيد سميت على موقع قاعدة بيانات كرة القدم.إي يو (الإنجليزية)
- ارفيد سميت على موقع Soccerway.com (الإنجليزية)